# 仮面舞踏会 (ヴェルディ)
『仮面舞踏会』（かめんぶとうかい、伊: Un ballo in maschera）は、ジュゼッペ・ヴェルディが作曲し、1859年2月17日に初演された全3幕からなるオペラである。

## 作品のデータ
- 原語曲名：Un ballo in maschera
- 原作：ウジェーヌ・スクリーブの戯曲「グスタフ3世 または 仮面舞踏会」
- 台本：アントニオ・ソンマ
- 初演：1859年2月17日、ローマ・アポロ劇場
- 日本初演：1923年1月31日　東京・帝国劇場　カーピ歌劇団
- 邦人初演：1959年10月4日　東京・文京公会堂　東京オペラアカデミー[1]

## 作曲の経緯
「シモン・ボッカネグラ」（1857年3月初演）の次作としてヴェルディが作曲した作品。1856年、ナポリのサン・カルロ劇場から、翌57年に上演する新作歌劇の作曲依頼を受けたヴェルディは「シモン」初演後にナポリへの新作に取りかかる。この時ヴェルディはそれまで10年以上構想を温め続けていたシェイクスピアの『リア王』のオペラ化を計画したが、サン・カルロ劇場がヴェルディが望む歌手たちと契約しなかったことで『リア王』オペラ化計画は頓挫した。そこで新たな題材を探すことになり、ヴェルディが選んだのがスクリーブの戯曲であった。この戯曲は、スウェーデンの啓蒙専制君主グスタフ3世が1792年に仮面舞踏会の壇上で暗殺された事件を題材に、王と暗殺者アンカーストレム伯爵の妻との架空の恋を絡ませたもので、スクリーブがコンビを組んでいた作曲家オーベールの歌劇のために執筆、オーベール作曲「ギュスターヴ3世」は1833年、パリ・オペラ座で初演、成功を収めていた。ヴェルディは『リア王』台本を依頼していたアントニオ・ソンマに、スクリーブの台本の再構成・潤色を行なったうえでの上演用台本作成を依頼する。ソンマは要請にしたがって作業を開始、ヴェルディはソンマの台本に通常通り細かく目を通し、再三にわたって推敲を求めつつ、台本作成と並行して作曲に取りかかる。劇場側は1857年11月に台本の粗筋をナポリ当局に提出、検閲の結果、当局は暗殺事件をできるだけ想起させない内容に変更するよう要求してきた。ヴェルディは劇場側やソンマたちと対策を打ち合わせて多少の変更も折り込みつつ作曲、11月中に台本は完成、同年暮れにはほぼ全曲の作曲も完成する。
当時はイタリア統一運動（リソルジメント）が激化していた時期であり、フランスの影響が強く、検閲の厳しいナポリで国王暗殺事件を扱う作品の上演は上記のように簡単ではなかった。ヴェルディは書き上げた総譜を携え、恋人ジュゼッピーナ（既に長年同棲している内縁の妻）を伴って1858年1月からナポリに滞在、劇場側は題名を『ドミノの復讐』とし、ヴェルディとの打ち合わせ通り内容にも多少変更を加えてナポリ検閲当局と交渉したが、折悪しく1858年1月にイタリアの民族主義者フェリーチェ・オルシーニが、フランス皇帝ナポレオン3世暗殺未遂事件をおこしたことなどから、検閲当局は支配者の暗殺場面の上演など許可できない、と態度を硬化させ、支配者が死ぬ設定や舞踏会の場面の削除など、更に内容の大幅な改訂を要求する。劇場側は対応策として、ソンマとは別の脚本家に密かに依頼して新しい台本を書いてもらい、その台本を上演用にとヴェルディに提示したという。ヴェルディは当局の要求について、台本のみならずもはや音楽の根幹にも関わる要求だとして劇場側の提案も即座に拒否、上演の可能性を更に探りたいサン・カルロ劇場は契約不履行だとしてヴェルディを告訴、彼に賠償金を要求する事態となる。ヴェルディも即座に劇場側を告訴して応戦の構えを見せたが、結局ヴェルディが1858年秋の同劇場での上演作を「シモン・ボッカネグラ」に切り替えるという代案を出すことで双方が告訴を取り下げ、事態は一応収束、非建設的な泥沼化は避けられた。新作上演は結局一旦断念せざるをえず、ヴェルディは1858年4月末、ナポリを去ることになる。
ヴェルディ最新作の上演計画がナポリで頓挫したとの知らせはすぐイタリア中に広まり、ミラノ、ローマなど諸都市の一流劇場から新作の上演希望がヴェルディのもとに寄せられた。ヴェルディ自身も勿論心血を注いだ仕事を「お蔵入り」にするつもりはなく、幾つもの候補の中からヴェルディはローマのアポロ劇場と上演契約を締結する。同劇場支配人ヤコヴァッチから、当時ローマ法王の直轄地であったローマでは検閲が比較的寛容で、ヴェルディの望む形態での上演を実現しやすいことを熱心に説かれたことや、以前同劇場で『イル・トロヴァトーレ』を初演した経験があったこと、またローマでスクリーブ作「ギュスターヴ3世」が歌劇ではないが演劇作品として上演されていたことなどが劇場選定の決め手になったといわれる。ローマでの交渉の結果、物語の内容はほぼそのままで、作品の舞台をヨーロッパ以外の場所とすることを条件に上演許可が得られた。ヴェルディは舞台をイギリス植民地時代のアメリカに移すことを提案して譲歩、主人公グスタフ3世はボストン総督リッカルド、暗殺者アンカーストレム伯爵は総督の秘書レナートに、国王に反対する貴族ホーン伯爵とリッビング伯爵をそれぞれトムとサムエルとして名前が改められた。そして、リッカルドの殺害に使われた凶器をピストルから短剣に変えるなどの修正が行なわれ、題名も『仮面舞踏会』に決定、ヴェルディは合唱やアリアに手を加えたうえ新たなアリアを追加し、ようやく初演を迎えることとなった。
20世紀以降は、1935年、デンマーク・コペンハーゲン王立歌劇場での上演を皮切りに、舞台をスウェーデンに戻した改訂前のオリジナル版での上演も増えてきている（音楽には変更なし）。そして、新たに発見されたヴェルディの草稿を基にした仮説的再構成版が2002年に『グスターヴォ三世』の題名でヨーテボリ歌劇場で初演され、日本でも2023年に初演された。この版により、ヴェルディが『仮面舞踏会』として上演する際に大きく手を加えていたことが明らかとされた。

## 初演の熱狂
こうして完成した作品は、1859年2月17日にローマのアポロ劇場でヴェルディ自身の指揮で上演されて大成功を収め、『仮面舞踏会』は『運命の力』『ドン・カルロ』と並び、ヴェルディ中期を代表する三大傑作の一つとなった。ヴェルディは、このオペラの中でしばしば登場するリッカルドの民衆への愛、リッカルドに対する反逆者の敵意・そしてリッカルドとアメリアの愛という三つのモチーフを音楽で見事に表現していると評される。
初演の時はイタリア統一運動全盛期であり、初演に熱狂した人々は街のいたるところに Viva VERDI!（ヴェルディ万歳!）と落書きした。もちろんこれには素晴らしい作品を作曲したヴェルディを賞賛するのと同時に、VERDIが偶然にも「イタリア国王ヴィットリオ・エマヌエーレ」（Vittorio Emanuele, Re D'Italia）の頭文字を取ったものでもあり、イタリア統一を目指すサルデーニャ国王ヴィットーリオ・エマヌエーレ2世と重ね合わせられ、それによってヴェルディは愛国のシンボルとなったのである。

## 原作と台本
上記の通り、このオペラの原作はスクリーブによる戯曲、台本はソンマ執筆による。スクリーブは1833年作曲のオーベール版のために自ら戯曲をオペラ台本化しているため、ヴェルディが改めてオペラ化する際にも、スクリーブによる台本をそのまま用いる手法もありえたが、ヴェルディは結局わざわざソンマにスクリーブの戯曲を再構成しての台本化を依頼している。
「仮面舞踏会」に描かれたリッカルドとアメーリアの道ならぬ恋、またアメーリアの夫レナートはリッカルドに最も忠実な側近であるとの設定は共にもともと史実ではなく、スクリーブの完全な創作になる脚色である。また、グスタフ3世がウルリカ・アルヴィドソンから暗殺について警告を受けたのは事実とされているが、その警告は暗殺の数年前のことであった。スクリーブはその逸話を暗殺直前の時期にずらして取り入れることで物語の緊迫感を高めている。これら作中のスクリーブによる脚色については、史実でない以上、別の描き方をヴェルディとソンマで検討することも可能であったと思われるが、おそらくヴェルディはあえてこれらの脚色をそのままにしていることから、彼がスクリーブの筆力を評価していたことはほぼ確実である（ヴェルディは1854年の「シチリアの晩鐘 」作曲の際にスクリーブの台本に作曲する共同作業も経験している）。
ヴェルディがもともとスクリーブの戯曲から強い印象を受けていたのは、「国王という公的な地位にある人間の、それ故にこそ一層劇的な形の矛盾となって迫る友情と信頼と恋の相克の悲劇」という内容だったとの指摘もあり、この点を考えるなら上記の脚色についてヴェルディが改変を求めなかったのも頷ける。そのようにヴェルディがスクリーブの戯曲から感銘を受けていたにもかかわらず、ソンマにあえて台本の再構成を依頼したのは、オーベール版を超えるための布石であったと考えられる。既にオペラ化された題材を再びオペラ化すること自体はそれ以前からごく一般的に行われていたことであったが、作曲家としてあえて先行作品のあるものに取り組む以上、先行作を上回るものに仕上げたいと考えるであろうことは想像に難くなく、ヴェルディも作曲を思い立った時、同じ台本を用いるより（いつものように台本作成に細かく目を注いで）戯曲の本質を損なわずに再構成することで、より自分の音楽的意図に沿った台本を得て、総合的にオーベール版より上質の作品を作りあげたいと意図していたと思われる。

## 構成
全3幕6場
- 前奏曲
- 第1幕第1場 ボストン総督リッカルドの接見用大広間、朝
- 第1幕第2場 郊外にあるウルリカの家、深夜
- 第2幕 ボストン郊外の死刑台のある荒地
- 第3幕第1場 レナート邸の書斎
- 第3幕第2場リッカルドの書斎
- 第3幕第3場 仮面舞踏会が開かれている大広間

## 登場人物
- ボストン総督リッカルド【グスタフ3世（イタリア語による元表記は「グスターヴォ」）】（テノール）
- リッカルドの秘書レナート【アンカーストレム伯爵】（バリトン）
- その妻アメリア【アメリア】（ソプラノ）
- 黒人の女占い師ウルリカ【マダム・アルヴィドソン】（メゾ・ソプラノ）
- 小姓オスカル【オスカル】（ソプラノ）
- 水夫シルヴァーノ【クリスティアーノ】（バリトン）
- 陰謀者サムエル【リッビング伯爵】（バス）
- 共謀者トム【ホーン伯爵】（バス）
- 判事（テノール）
- アメリアの召使（テノール）

墨括弧は初期の人物名。

## 楽器編成
フルート2（2番はピッコロ持ち替え）、オーボエ2（2番はイングリッシュホルン持ち替え）、クラリネット2、ファゴット2、ホルン4、トランペット2、トロンボーン3、チンバッソ、ティンパニ、大太鼓、シンバル、ハープ、弦5部（12型）。
バンダ：小さなオーケストラ（ピアノ譜のみ）、鐘

## 演奏時間
約2時間10分（各50分、30分、50分、カット無しの場合）

## あらすじ

### 第1幕

#### 第1場
ボストン総督リッカルドを賞賛する人々とそれにまぎれた反逆者たちの陰謀の合唱で幕が上がる。そこにリッカルドが現われ、小姓オスカルが差し出す仮面舞踏会の招待客名簿から、密かに思いを寄せるアメリアの名を見つけ、心をときめかせてロマンツァ「恍惚とした喜びの中で」を歌う。人々が退出して独りになったリッカルドは、物思いにふけりながら「アメリア」と独白するが、その時アメリアの夫レナートが入ってきて狼狽する。しかしレナートは全く気付かず、アリア「希望と喜びに満ちて」を歌い、反対派がリッカルドの命を狙っている、もし万が一のことがあったら……と注意を促す。
そこへ判事がやってきて、人心を惑わせる占い師ウルリカの追放を求めるが、彼女と仲のいいオスカルがバラータ「浅黒い顔で星を仰ぎ」を歌ってウルリカを弁護する。占いに関心を抱いたリッカルドは、心配するレナートを押し切り、人々を伴ってウルリカの所へ行こうと提案する。これに対して反逆者たちは、リッカルドへの暗殺のチャンスと喜ぶ。

#### 第2場
ウルリカの家では大勢の信者が集まっている。ウルリカはアリア「地獄の王よ」で不気味な呪文を唱えながら、占いをしている。そこへ漁師に変装したリッカルドがやってくる。占いが始まり、総督に仕える水夫シルヴァーノが自分に出世の芽があるか占ってくれと言う。それに対してウルリカは「金と位がすぐ手に入る」と予言する。これを聞いたリッカルドは、シルヴァーノを士官に任命する辞令と金をシルヴァーノのポケットに入れる。それを見つけてシルヴァーノは大喜び、人々は占いの的中に驚く。
アメリアの召使が現れ、主人が内密に占ってくれるよう求めるので、ウルリカは人払いを命じる。そこへアメリアが現われ、夫ある身でありながら総督リッカルドを愛してしまい苦しんでいる、道ならぬ思いを消す方法を教えて欲しいと言う。ウルリカは「郊外の死刑台に生える薬草を深夜摘め」と言う。人の来る気配にアメリアは退出する。しかし、この話の一部始終をリッカルドは物陰で聞いていた。アメリアと実は心が通じていたと知り、私も死刑台へ行こう」と決心する。
そして、再び人払いをされていた人々が戻るとリッカルドは舟歌「告げておくれ…」で占いを頼むが、ウルリカは手相から「親しいものの手にかかって死ぬ」と予言する。さらに「最初に握手する者が加害者」と聞いて、周囲の人々は握手を求めるリッカルドに誰も応じない。潜んでいた反逆者たちもウルリカの占いの結果に真っ青になる。そこへリッカルドの身を案じるレナートが現われ、何も知らずにリッカルドと握手する。これを見たリッカルドは、私が忠実なレナートに殺されるはずがないと笑う。そこへ、シルヴァーノを先頭に、総督が来ていると気づいた民衆が押しかけ、大騒ぎとなる。しかし、ウルリカだけはこの中に反逆者がいると見破っていた。

### 第2幕
死刑台にヴェールで顔を隠したアメリアが現われ、アリア「でも、ひからびた茎から」でこの恐ろしい場所で薬草を摘む勇気を!と神に祈る。夜中の12時の鐘におびえるアメリアのもとへ、リッカルドが姿を現し、驚くアメリアに愛を告白し、情熱的に迫る。アメリアもやがて堪えきれなくなり、二重唱「ああ、何と心地よいときめきが」でリッカルドへの愛を打ち明ける。しかし、そこに人が近づいてくる。それはアメリアの夫レナートだった。レナートは、反逆者たちがあなたを狙っている、私とマントを取り替えて逃げて下さい、と勧める。リッカルドは迷うが、アメリアの強い勧めもあってその通りにし、立ち去る。
そこへ反逆者たちがやってくるが、総督がすでに逃げたことを知り、腹いせに「総督の愛人」の顔を見ようとして小競り合いになる。それを止めようと仲裁に入ったアメリアだったが、被っていたヴェールが落ちてしまう。レナートは事もあろうに妻が主君と逢い引きしていたと悟って裏切りに愕然とし、反逆者たちはレナートを嘲る。怒り狂ったレナートは総督に復讐を誓い、立ち去ろうとする反逆者たちに明朝屋敷に来るよう言う。

### 第3幕

#### 第1場
屋敷に戻ったレナートは妻の弁明に耳を貸さず、冷たく死を命じる。死を覚悟するアメリアは、アリア「私は死んでまいりましょう。でもその前にこの願いを」で子供との別れを求める。レナートは妻の願いを受け入れ、アメリアは退出、その後レナートはアリア「おまえであったか、この魂を」でリッカルドの裏切りに憤り、妻との幸福だった生活を懐かしむ。そこに反逆者一派のサムエルとトムが訪れる。レナートは2人の陰謀を察知していたが、陰謀について総督に報告しない代わりに総督の暗殺を引き受けると言う。しかし、サムエルとトムも自分が暗殺をすると言って聞かない。くじ引きで選ぶことになり、名前を書いたカードを壷に入れ、仮面舞踏会の招待状を持ってオスカルが来たことを告げるアメリアにくじを引かせる。かくして、暗殺はレナートが行うことになった。喜ぶレナートにリッカルド暗殺を直感したアメリアだったが、これをリッカルドに知らせるべきか迷う。

#### 第2場
アメリアとの交際が露見したとも知らず、リッカルドはアメリアを諦める決心をし、レナートとアメリアを本国に帰す辞令に署名する。アリア「もしも、私が永遠に」で、アメリアのことは美しい思い出にしようと歌う。そこへオスカルが、見知らぬ女性からと手紙を差し出す。仮面舞踏会の日に総督の暗殺が計画されているという内容で、この手紙を書いたのはアメリアだった。しかし、逃げることを嫌ったリッカルドは、舞踏会への出席をオスカルに告げ、もう一度アメリアに会おうと決心する。

#### 第3場
華やかな仮面舞踏会の会場に暗殺者3人組が現れる。レナートはオスカルに総督の扮装を聞き、勘のいいオスカルはうまくはぐらかすが、大事な話があるというレナートに結局は教えてしまう。リッカルドが会場に現れるが、アメリアが近寄り、危険だから立ち去るように言う。リッカルドはアメリアに本国に帰るよう言い、別れを告げる。しかし、そこへレナートが近寄ってリッカルドを刺す。総督が刺された、と仮面舞踏会の会場は騒然となるが、リッカルドは倒れながらも皆を制し、レナートにアメリアが潔白だと告げて、懐から本国への帰国と栄転を記した辞令を渡す。呆然とするレナートを尻目に、リッカルドは事件の関係者の特赦を言い残し、民衆への別れの言葉を最後に息を引き取る。

## 聴きどころ

### 第1幕
- ロマンツァ「恍惚とした喜びの中で」（リッカルド）
テノールの美しさを堪能できる
- アリア「希望と喜びに満ちて」（レナート）
レナートのリッカルドへの思いが切々と伝わる
- アリア「地獄の王よ」（ウルリカ）
出番が少ないウルリカの出来を左右する曲。メゾ･ソプラノの腕の見せ所

### 第2幕
- アリア「あの草を摘みとって」（アメリア）
- 二重唱「ああ、何と心地よいときめきが」（リッカルド＆アメリア）
愛の陶酔の極致ともいうべき情熱的な二重唱

### 第3幕
- アリア「私の最後の願い」（アメリア）
- アリア「おまえこそ心を汚すもの」（レナート）
リッカルドへの怒りと妻への思いを歌い綴るバリトンの名アリア。
- ロマンツァ「もしも、私が永遠に」（リッカルド）
アメリアへの思いを諦める決心を歌う。切々とした思いが伝わる